# Leptostylopsis monin
Leptostylopsis monin es una especie de escarabajo longicornio del género Leptostylopsis, tribu Acanthocinini, familia Cerambycidae. Fue descrita científicamente por Micheli & Micheli en 2004.

## Distribución
Se distribuye por Puerto Rico.

## Descripción
La especie mide 5-8,6 milímetros de longitud. El período de vuelo ocurre en los meses de enero, marzo, abril, mayo, junio, julio, agosto y octubre.